# Emmanuel Pappoe
Emmanuel Addoquaye Pappoe (Accra, 3 marzo 1981) è un ex calciatore ghanese, di ruolo difensore.

## Carriera

### Club
Prima di arrivare all'AEK Larnaca nell'estate 2007, giocò due stagioni in Israele con l'Ashdod e altre due con l'Hapoel Kfar Saba.

### Nazionale
Conta 28 presenze con la maglia della nazionale ghanese.
Debuttò nella partita contro la Sierra Leone il 19 ottobre 2002. Il giocatore prese parte alle Olimpiadi 2004, con la selezione del Ghana venne che eliminata al primo turno, finendo terza nel girone.
Pappoe venne convocato anche per i Mondiali 2006, dove scese in campo due partite su quattro. La nazionale ghanese venne però eliminata agli ottavi di finale dal Brasile.